# Kostel svatého Matouše (Pnětluky)
Kostel svatého Matouše v Pnětlukách je římskokatolický filiální kostel zasvěcený svatému Matoušovi v obci Pnětluky v okrese Louny. Od roku 1964 je chráněn jako kulturní památka. Byl postaven v pozdně barokním slohu v roce 1765 na hřbitově v severozápadní části vesnice. Dne 23. června byl po rekonstrukci za účasti litoměřického biskupa Jana Baxanta slavnostně znovuotevřen.

## Stavební podoba

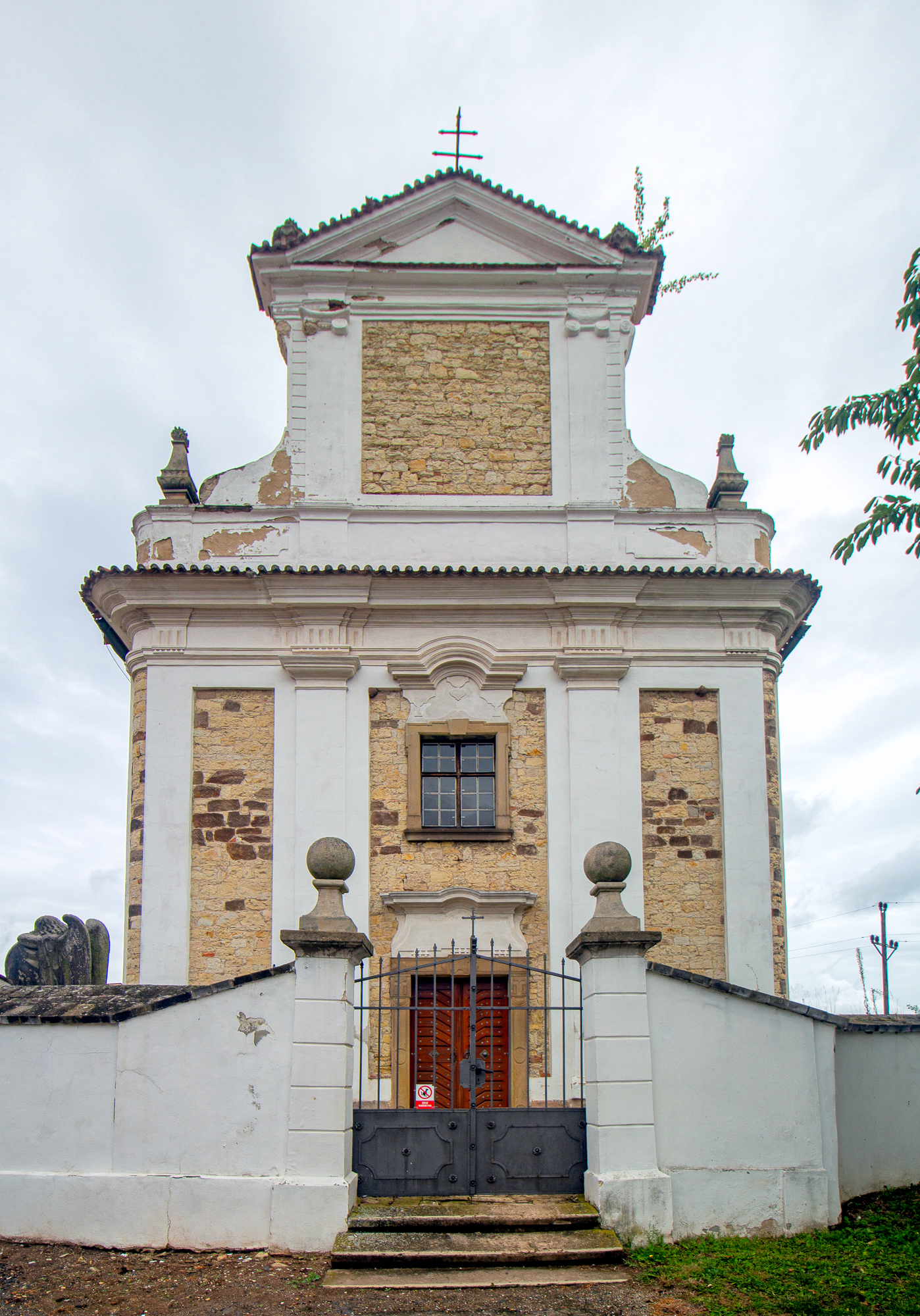
Západní průčelí

Jednolodní kostel je orientovaný k severu, kde ho uzavírá polokruhově zakončený presbytář, k jehož bočním stěnám jsou přiložené čtvercové sakristie. V západním průčelí zdobeném lizénovými rámci se nachází obdélný vstupní portál a okno nad ním. Celé průčelí je završeno obdélníkovým štítem postaveným na nízké atice. Zdobí ho pilastry, boční volutové zdi a trojúhelníkový nástavec. Zbylé vnější zdi jsou také členěné lizénovými ramci a obdélnými nebo kasulovými okny.
Hlavní loď má téměř čtvercový půdorys se zaoblenými rohy a strop s fabionem a štukovým zrcadlem. Stojí v ní kruchta nesená dvěma pilíři a podklenutá plackovými klenbami. Stejné klenby byly použity také v obou sakristiích a presbytáři, jehož polokruhový závěr je ukončen konchou. Presbytář je od lodi oddělen segmentovým vítězným obloukem. Zdi presbytáře jsou členěné pilíři s vysokým kladím, které spolu se dvěma pilastry tvoří rám oltářního obrazu.

## Zařízení
Rokokové zařízení pochází ze třetí čtvrtiny osmnáctého století. Tvoří ho hlavní oltář s obrazem svatého Matouše od F. Velce z roku 1897, boční oltář s obrazem svatého Vojtěcha, kazatelna a lavice.